# Henrique Maximiano Coelho Neto

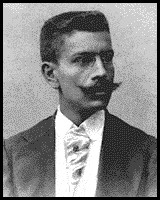
Henrique M. Coelho Neto

Henrique Maximiano Coelho Neto, auch Henrique Maximiniano Coelho Netto (* 20. Februar 1864 in Caxias, Maranhão, Brasilien; † 28. November 1934 in Rio de Janeiro), war ein brasilianischer Schriftsteller. Seine Mutter gehörte zur indigenen Bevölkerung, sein Vater war Portugiese.

## Leben
Nach verschiedenen Studien (Medizin, Recht) und politischer Betätigung auf Seiten der Republikaner und im Kampf für die Abschaffung der Sklaverei wurde er 1890 Sekretär der Regierung des Bundesstaates Rio de Janeiro und im folgenden Jahr zum Direktor für staatliche Angelegenheiten ernannt. Im Jahr 1892 wurde er zum Professor für Kunstgeschichte an der Escola Nacional de Belas Artes und später zum Professor für Literatur am Colégio Pedro II ernannt. Als Autor zahlreicher Bücher, Artikel, Geschichten und Serien wurde er 1910 Professor für Theatergeschichte und der dramatischen Literatur an der Escola de Arte dramatica und bald darauf Leiter der Institution. 1926 wurde er Präsident der Academia Brasileira de Letras. 1909 wurde er zum Bundesabgeordneten (deputado federal) seines Heimatstaates Maranhão in die Abgeordnetenkammer gewählt und 1917 wiedergewählt.
Sein Sohn João Coelho Baptista Netto war Fußballnationalspieler und Spielführer Brasiliens bei der ersten Fußball-Weltmeisterschaft 1930 in Uruguay.

## Literarisches Werk
Sein wichtigstes Werk, erschienen 1914, ist der Roman Rei Negro (Schwarzer König). Die beiden auf Deutsch vorliegenden Erzählbände umfassen mehrere phantastische Novellen, etwa „Die Tapera“. Coelho Netos traditioneller Erzählstil und die Wahl folkloristischer Themen aus der Amazonasregion galten in einer Zeit, in der in Brasilien der Modernismo vorherrschte, trotz unbestreitbarer Qualität seiner Texte als anachronistisch. Coelho Neto grenzte sich nicht nur von den Modernisten wie Oswald de Andrade, sondern auch scharf von der Romantik des 19. Jahrhunderts ab.

## Werke (Auswahl)

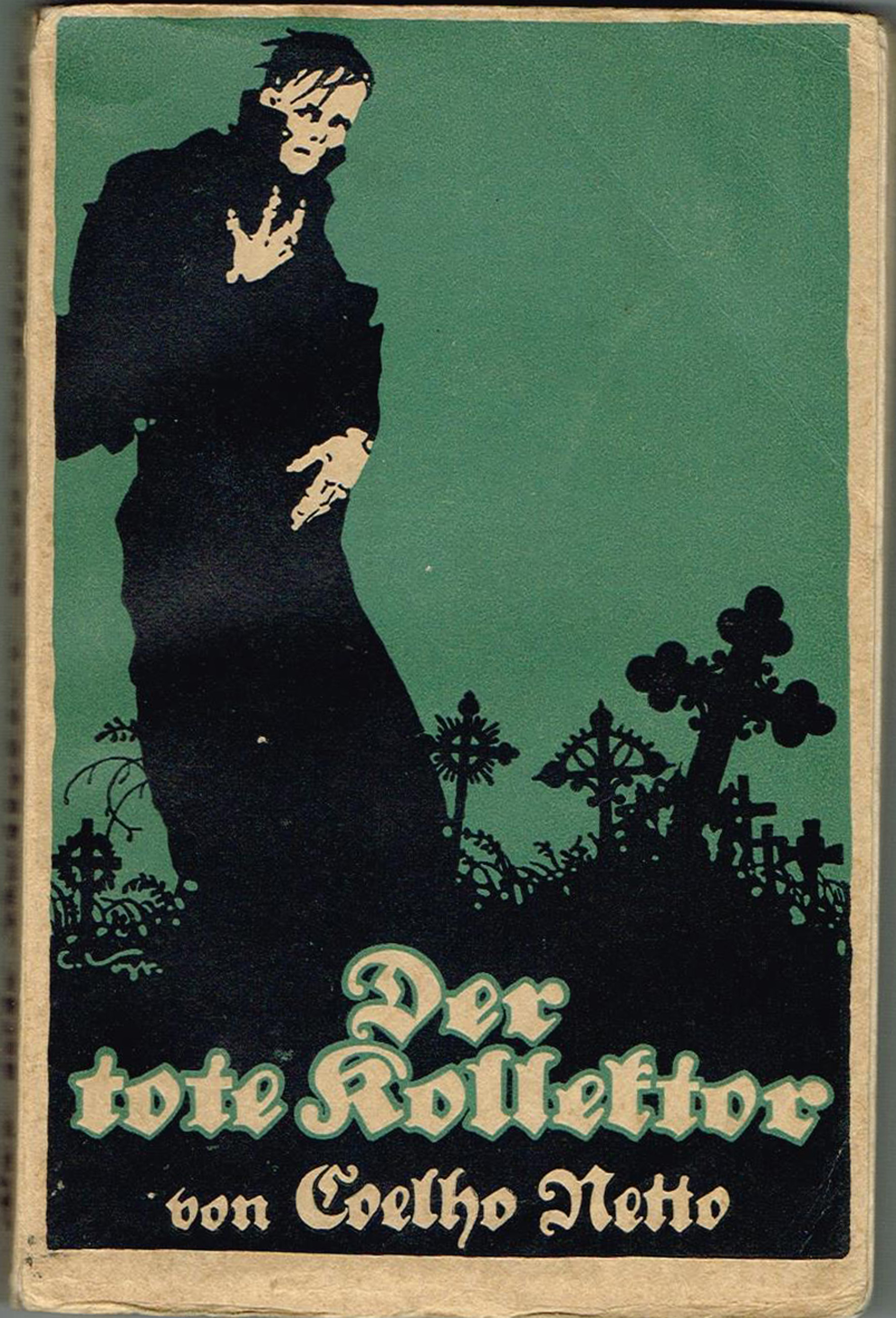
Der tote Kollektor. Novellen aus der Welt des Grauens. Fleischel, Berlin 1915. Originalausgabe

- Wildnis. Novellen. Fleischel, Berlin 1913. (Übersetzer: Martin Brussot).
- Rei Negro. Romance bárbaro. Livraria Chardron, de Lello & Irmão, Porto 1914.
- Der tote Kollektor. Novellen aus der Welt des Grauens. Fleischel, Berlin 1915. (Übersetzer: Martin Brussot).